# Kappōgi

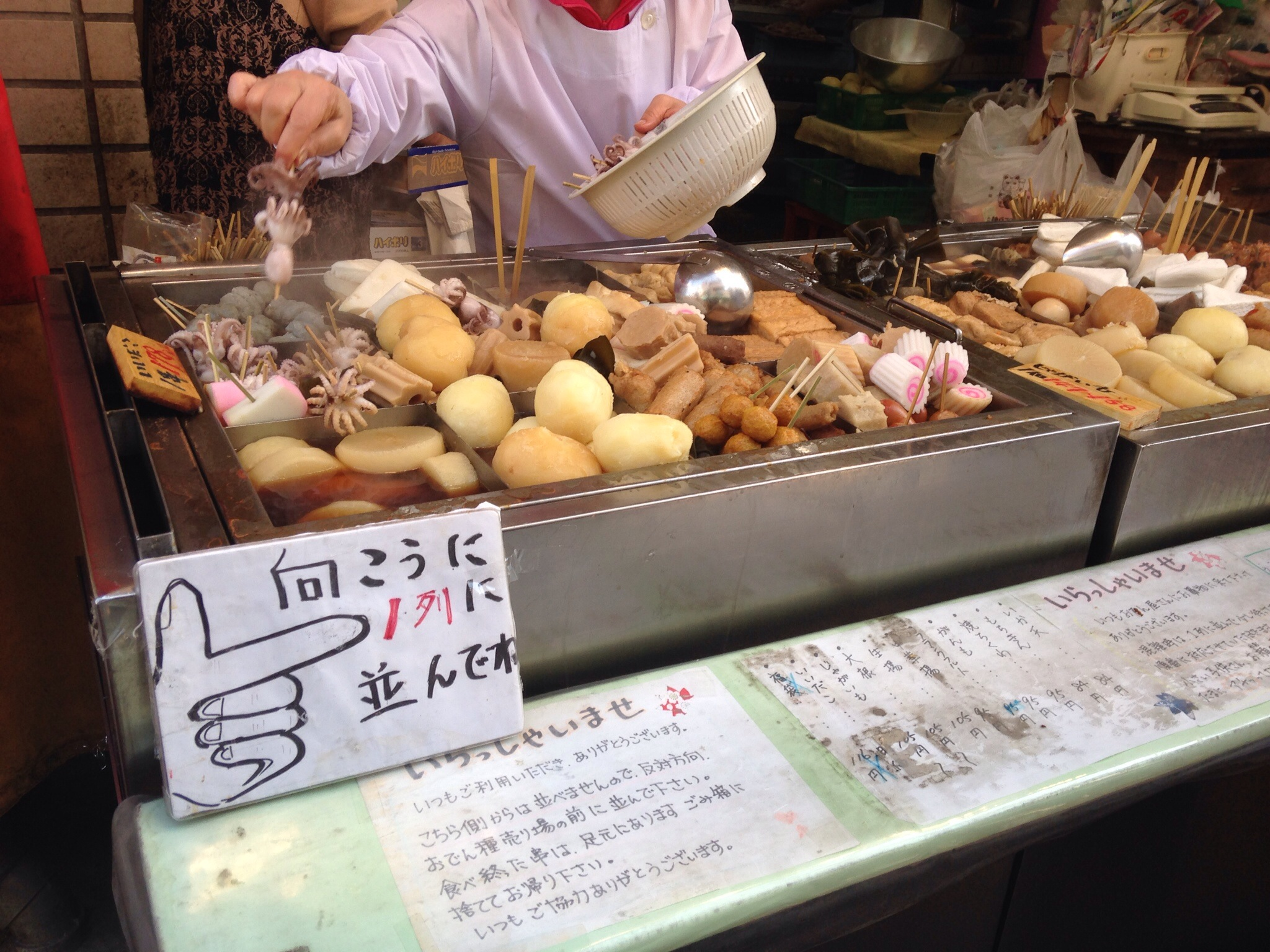
Người bán hàng mặc thêm kappōgi để bảo vệ bộ quần áo của mình.

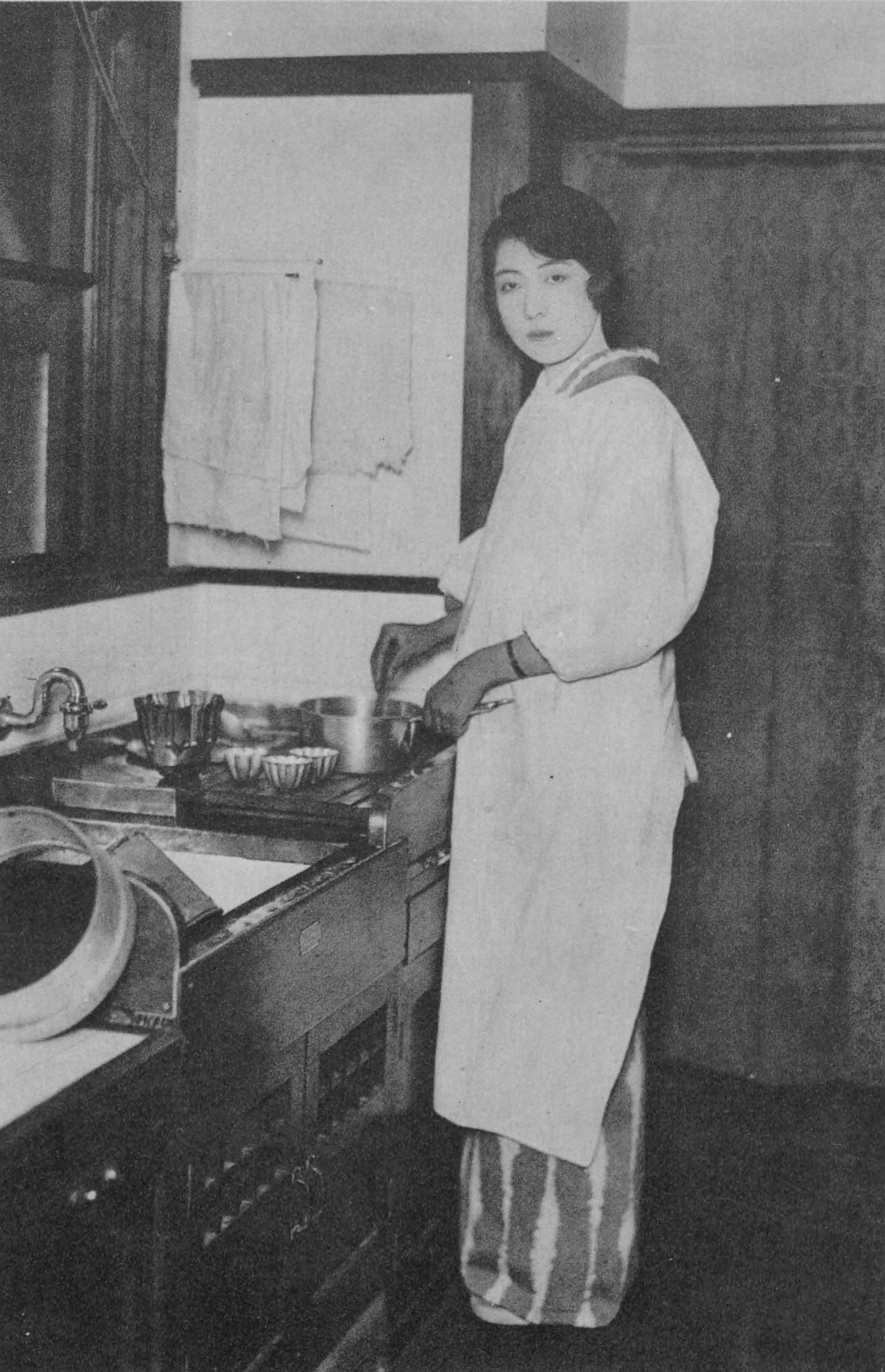
Nữ bá tước Kiyosu Atsuko mặc kappōgi trong bếp vào thập niên 1920

Kappōgi (割烹着, Cát Phanh Trước) là một loại tạp dề, có nguồn gốc từ Nhật Bản. Áo này được thiết kế lần đầu tiên nhằm bảo vệ kimono khỏi vết bẩn khi nấu ăn, có tay áo rộng thùng thình với các cổ tay áo tập trung kết thúc ngay sau khuỷu tay và phần thân dài đến đầu gối của người mặc. Nó đóng lại bằng các dải vải được buộc ở sau cổ và thắt lưng. Kappōgi rất được các bà nội trợ ưa dùng khi nấu ăn và dọn dẹp.
Kappōgi được giới thiệu tại học viện ẩm thực đầu tiên của Nhật Bản gọi là Trường Akahori Kappō vào năm 1902, khi mà hầu hết mọi người đều mặc kimono hàng ngày.